# Organ gruszkowaty
Organ gruszkowaty − narząd występujący u cyfonautów, będących larwami niektórych mszywiołów.
Narząd ten postać endodermalnego zachyłka. Stanowi on dolny narząd zmysłowy tych larw. Wyściełany jest komórkami gruczołowymi i komórkami wiciowymi. Organ gruszkowaty odpowiedzialny jest za kontrolowanie jakości podłoża, do którego larwa ta przytwierdza się po zakończeniu planktonowego trybu życia